# Paraclius cilipes
Paraclius cilipes är en tvåvingeart som beskrevs av Hardy 1939. Paraclius cilipes ingår i släktet Paraclius och familjen styltflugor. Inga underarter finns listade i Catalogue of Life.